# Tarta del Císter
La tarta del Císter es una especialidad de repostería típica de la cocina zamorana. Se trata de una tarta de origen conventual que hoy en día es elaborado artesanalmente por las monjas de Benavente. La tarta posee ciertos ingredientes como almendras molidas y suele estar cubierta con huevo hilado. 